# Carlos de Castro (músico)
Carlos de Castro (7 de mayo de 1954) es un vocalista, guitarrista y compositor español, reconocido por formar parte de la agrupación española Barón Rojo. Es hermano de Armando de Castro, también guitarrista de dicha banda.

## Carrera

### Inicios
En sus inicios formó parte de bandas del underground español como "Blue Bar" y "Franklin" con los que llegó a grabar el disco "Life Circle" como bajista del grupo. A mediados de la década de los setenta, y ya como guitarrista, Carlos junto a su hermano Armando, pasaron a formar parte de un grupo llamado "Kafrú". Sin embargo, el reconocimiento le llega al formar parte de la agrupación Coz.
Con Coz, interviene en varios discos junto a otros artistas, como fue el caso del disco "Hablan los partidos" de 1977. También participó en el documental y doble LP "Nos va la marcha" de 1978, aunque casualmente no tocó en la canción "El Blues del Crítico" que interpretó Coz, y si lo hizo junto a su hermano Armando y el resto de la banda en la canción "Anda suelto Satanás" que interpretó Teddy Bautista. Finalmente alcanzará un éxito sin precedentes con el álbum que COZ publicará en el año 1980 con el título de "Más sexy". Tras este disco decide abandonar Coz, junto a su hermano Armando de Castro y ambos fundan Barón Rojo.

### Barón Rojo
Carlos de Castro pertenece a Barón Rojo desde su fundación en el año 1980, banda en la que hasta la fecha permanecen inamovibles Carlos y Armando de Castro. Con Barón Rojo han grabado numerosos álbumes de estudio y en directo, logrando gran repercusión y el reconocimiento de ser una de las bandas más legendarias de Hard Rock y Heavy Metal de España. Es autor de los temas "Desertores del Rock", "Las flores del mal", "Mensajeros de la destrucción" o "El baile de los malditos" entre otros. Junto a su hermano Armando también ha compuesto muchos de los himnos del Barón Rojo, Como "Larga vida al Rock and Roll", "Chica de la ciudad", "Incomunicación", "Tierra de vándalos", "Sombras en la noche", "El precio del futuro", "La voz de su amo", "Celtas cortos", "Vampiros y banqueros" "Te espero en el Infierno" o "Hijos del Blues", entre otros muchos de su dilatada carrera musical que ha llevado a cabo en la agrupación Barón Rojo.
Además de su trayectoria como músico en Barón Rojo, a mediados de la década de los 80 y en los 90, desarrolló su faceta como productor de discos de grupos españoles de rock, produciendo a algunas bandas nacionales como Santa, Goliath y los discos "Now or Never" y "Backstage Girls" del grupo Niagara, estos discos de Niagara, con una marcada orientación al mercado internacional. Igualmente ha sido productor de algunos de los discos que Barón Rojo ha grabado a lo largo de su carrera. 

## Discografía

### Con Franklin
- Life Circle - 1974

### Con Coz
- Hablan los partidos (Teddy Bautista, Ana Belén, Victor Manuel, José Menese, Camaretá y COZ) - 1977
- Nos va la Marcha (COZ, Leño, Topo, Mad, Cucharada y Teddy Bautista) - 1979
- Más Sexy - 1980

### Con Barón Rojo
- Larga vida al rock and roll - 1981
- Volumen brutal - 1982
- Metalmorfosis - 1983
- Grandes Temas -1983 (Recopilatorio)
- Barón al rojo vivo - 1984 (En directo)
- En un lugar de la marcha - 1985
- Siempre estáis allí - 1986 (En directo)
- Tierra de nadie - 1987
- No va más - 1988
- Obstinato - 1989
- Desafío - 1992
- Larga vida al Barón - 1995 (Recopilatorio)
- Arma secreta - 1997
- Cueste lo que cueste - 1999
- 20+ - 2001
- Barón en Aqualung - 2002 (En directo)
- Perversiones - 2003
- Ultimasmentes - 2006
- Las Aventuras del Barón - 2006 (Recopilatorio)
- Desde Barón a Bilbao - 2007 (En directo)
- En clave de rock - 2009 (En directo)
- Tommy Barón - 2012
- Rocktiembre - 2016 (En directo)

## Películas y documentales
- Película Documental Nos va la marcha - 1979
- Documental Promo Barón al Rojo Vivo - 1984
- Barón Rojo y los ultraligeros - 1986
- Video Revista el Diablo del Rocanrol - 1992
- Baron en Divino - 2002
- El Rock de nuestra transición - 2004
- Festas do Carme e a Fraga (As Pontes) - 2005
- Las aventuras del Barón (vídeo Clips) - 2006
- Desde Barón a Bilbao - 2007
- En clave de Rock - 2009
- Barón Rojo, la película - 2012
- Pozal Rock - 2013
- Rocktiembre - 2016
- Pop, una historia de música y televisión - 2017
- Banana Split "Poder Crudo" - 2020

## Colaboraciones
- Rockservatorio (Concierto secreto) - 1988
- Mägo de Oz (La Leyenda de la Mancha) - 1998
- Disco Tributo a Judas Priest (Metal Gods) - 2000
- Disco Tributo a V8 - 2001
- Viña Rock 2002 - 2002
- Karma (Doble filo) - 2002
- Emboque (Contra el Tiempo) - 2003
- Paul Gillman (Cuauhtemoc) - 2003
- Hell´s Kitchen (45 Westland) - 2003
- Metal Mareny (Siente la fuerza) - 2004
- Topo (Cierta noche en Madrid) - 2011